# Gaspar Cervantes de Gaete
Gaspar Cervantes de Gaete (Trujillo, 1511 – Tarragona, 17 ottobre 1575) è stato un cardinale e arcivescovo cattolico spagnolo.

## Biografia
Nacque a Trujillo nel 1511.
Fu arcivescovo di Messina dal 19 novembre 1561 al 1º marzo 1564, poi di Salerno dal 1º marzo 1564 al 23 luglio 1568, quindi di Tarragona fino alla sua morte.
Partecipò direttamente al Concilio di Trento e godette di una certa influenza nella Curia romana tanto che Filippo II di Spagna si rivolse a lui per missioni di una certa importanza come l'istituzione del Tribunale del Sant'Uffizio a Milano. Appoggiò le richieste del sovrano spagnolo sulle modalità di applicazione dell'Inquisizione nei suoi domini e contro le deliberazioni tridentine in materia, tanto che fu inviato dallo stesso Filippo a discuterne con Pio V. Tale incontro non ebbe, in ogni caso, mai luogo, vuoi per una lunga malattia del Cervantes, vuoi per la ferma contrarietà del Pontefice a discutere della materia.
Papa Pio V lo elevò al rango di cardinale nel concistoro del 17 maggio 1570.
Morì a Tarragona il 17 ottobre 1575 all'età di 64 anni.

## Successione apostolica
La successione apostolica è:
- Arcivescovo Miguel Ibáñez (1573)